# Pisa Calcio 1997-1998
Questa pagina raccoglie i dati riguardanti il Pisa Calcio nelle competizioni ufficiali della stagione 1997-1998.

## Stagione
Al secondo anno consecutivo di Serie C2 i presidenti Gerbi e Posarelli allestiscono una formazione che mischia giovani di buone speranze con giocatori di esperienza, che affidano all'allenatore Roberto Clagluna. La squadra non riesce però ad inserirsi nella lotta play-off e si adagia a metà classifica, chiudendo la stagione al 10º posto.
In Coppa Italia di Serie C il Pisa viene eliminato nel girone iniziale nonostante la gioia della vittoria 4-2 contro i rivali del Livorno.

## Rosa
| N. |                   | Ruolo | Calciatore          |
| -- | ----------------- | ----- | ------------------- |
|    | Italia (bandiera) | P     | Federico Infanti    |
|    | Italia (bandiera) | P     | Alessio Schiaffino  |
|    | Italia (bandiera) | D     | Emiliano Niccolini  |
|    | Italia (bandiera) | D     | Luca Barbini        |
|    | Italia (bandiera) | D     | Alessandro Baroni   |
|    | Italia (bandiera) | D     | Davide Cei          |
|    | Italia (bandiera) | D     | Claudio Mascheretti |
|    | Italia (bandiera) | D     | Ildebrando Stafico  |
|    | Italia (bandiera) | C     | Paolo Andreotti     |
|    | Italia (bandiera) | C     | Guglielmo Baldini   |
|    | Italia (bandiera) | C     | Gianni Cristiani    |
|    | Italia (bandiera) | C     | Massimo Belluomini  |
|    | Italia (bandiera) | C     | Jimmy Fialdini      |
|    | Italia (bandiera) | C     | Umberto Bombarda    |
|    | Italia (bandiera) | C     | Massimo Gargani     |
|    | Italia (bandiera) | C     | Antonio Martorella  |
|    | Italia (bandiera) | C     | Andrea Parola       |

| N. |                   | Ruolo | Calciatore          |
| -- | ----------------- | ----- | ------------------- |
|    | Italia (bandiera) | C     | Gabriele Sabatini   |
|    | Italia (bandiera) | C     | Andrea Zanuttig     |
|    | Italia (bandiera) | A     | Gianluca Savoldi    |
|    | Italia (bandiera) | A     | Federico Balestri   |
|    | Italia (bandiera) | A     | Gerry Cavallo       |
|    | Italia (bandiera) | A     | Mirko Pagliarini    |
|    | Italia (bandiera) | C     | Massimo Gargani     |
|    | Italia (bandiera) | C     | Salvatore Papotto   |
|    | Italia (bandiera) | A     | Danilo Neri         |
|    | Italia (bandiera) | A     | Alessandro Andreini |

## Risultati

### Serie C2

#### Girone di andata
| 31 agosto 1997 1ª giornata | Baracca Lugo | 1 – 0 | Pisa |  |

| 7 settembre 1997 2ª giornata | Pisa | 1 – 1 | Torres |  |

| 14 settembre 1997 3ª giornata | Tolentino | 0 – 1 | Pisa |  |

| 21 settembre 1997 4ª giornata | Pisa | 1 – 1 | Fano |  |

| 28 settembre 1997 5ª giornata | Iperzola | 0 – 2 | Pisa |  |

| 5 ottobre 1997 6ª giornata | Pisa | 1 – 0 | Maceratese |  |

| 12 ottobre 1997 7ª giornata | Tempio | 3 – 0 | Pisa |  |

| 26 ottobre 1997 8ª giornata | Pisa | 2 – 1 | SPAL |  |

| 2 novembre 1997 9ª giornata | Pisa | 1 – 2 | Castel San Pietro |  |

| 9 novembre 1997 10ª giornata | Viterbese | 1 – 0 | Pisa |  |

| 16 novembre 1997 11ª giornata | Teramo | 2 – 2 | Pisa |  |

| 23 novembre 1997 12ª giornata | Pisa | 0 – 0 | Spezia |  |

| 7 dicembre 1997 13ª giornata | Pontedera | 2 – 1 | Pisa |  |

| 14 dicembre 1997 14ª giornata | Pisa | 2 – 0 | Viareggio |  |

| 21 dicembre 1997 15ª giornata | Arezzo | 1 – 1 | Pisa |  |

| 28 dicembre 1997 16ª giornata | Pisa | 2 – 0 | Vis Pesaro |  |

| 11 gennaio 1998 17ª giornata | Rimini | 2 – 0 | Pisa |  |

#### Girone di ritorno
| 18 gennaio 1998 18ª giornata | Pisa | 2 – 1 | Baracca Lugo |  |

| 25 gennaio 1998 19ª giornata | Torres | 1 – 0 | Pisa |  |

| 1º febbraio 1998 20ª giornata | Pisa | 4 – 1 | Tolentino |  |

| 8 febbraio 1998 21ª giornata | Fano | 0 – 0 | Pisa |  |

| 15 febbraio 1998 22ª giornata | Pisa | 0 – 0 | Iperzola |  |

| 22 febbraio 1998 23ª giornata | Maceratese | 1 – 0 | Pisa |  |

| 8 marzo 1998 24ª giornata | Pisa | 2 – 0 | Tempio |  |

| 15 marzo 1998 25ª giornata | SPAL | 2 – 0 | Pisa |  |

| 22 marzo 1998 26ª giornata | Castel San Pietro | 1 – 1 | Pisa |  |

| 29 marzo 1998 27ª giornata | Pisa | 1 – 0 | Viterbese |  |

| 5 aprile 1998 28ª giornata | Pisa | 1 – 0 | Teramo |  |

| 11 aprile 1998 29ª giornata | Spezia | 2 – 1 | Pisa |  |

| 19 aprile 1998 30ª giornata | Pisa | 0 – 1 | Pontedera |  |

| 26 aprile 1998 31ª giornata | Viareggio | 1 – 1 | Pisa |  |

| 3 maggio 1998 32ª giornata | Pisa | 2 – 3 | Arezzo |  |

| 10 maggio 1998 33ª giornata | Vis Pesaro | 2 – 1 | Pisa |  |

| 17 maggio 1998 34ª giornata | Pisa | 3 – 4 | Rimini |  |

### Coppa Italia Serie C

#### Fase a gironi
| 17 agosto 1997, ore 17:30 | Pistoiese             | 1 – 1 | Pisa | \| Arbitro: \| Linfatici (Viareggio) \| |
| Arbitro:                  | Linfatici (Viareggio) |       |      |                                         |

| 24 agosto 1997 | Pisa | 4 – 2 | Livorno |  |

| 10 settembre 1997 | Pisa | 2 – 3 | Prato |  |

| 24 settembre 1997 | Pontedera | 1 – 1 | Pisa |  |

## Statistiche

### Statistiche di squadra
| Competizione         | Punti | In casa | In casa | In casa | In casa | In casa | In casa | In trasferta | In trasferta | In trasferta | In trasferta | In trasferta | In trasferta | Totale | Totale | Totale | Totale | Totale | Totale | DR |
| Competizione         | Punti | G       | V       | N       | P       | Gf      | Gs      | G            | V            | N            | P            | Gf           | Gs           | G      | V      | N      | P      | Gf     | Gs     | DR |
| -------------------- | ----- | ------- | ------- | ------- | ------- | ------- | ------- | ------------ | ------------ | ------------ | ------------ | ------------ | ------------ | ------ | ------ | ------ | ------ | ------ | ------ | -- |
| Serie C2             | 42    | 17      | 9       | 4       | 4       | 25      | 15      | 17           | 2            | 5            | 10           | 11           | 22           | 34     | 11     | 9      | 14     | 36     | 37     | -1 |
| Coppa Italia Serie C | -     | 2       | 4       | 0       | 2       | 6       | 5       | 2            | 0            | 2            | 0            | 2            | 2            | 4      | 4      | 2      | 2      | 8      | 7      | +1 |
| Totale               | -     | 19      | 13      | 4       | 6       | 31      | 20      | 19           | 2            | 7            | 10           | 13           | 24           | 38     | 15     | 11     | 16     | 44     | 44     | 0  |